# Синагоги в Ивреа
В центъра на град Ивреа, регион Пиемонт, Северна Италия се намират 2 синагоги една до друга: старата Голяма антична синагога (на италиански: Sinagoga Antica Grande) – понастоящем Общинска конферентна и изложбена зала, и Малка синагога (Sinagoga Piccola) – собственост на Юдейската общност в Торино.

## Евреи в Ивреа
Градът е първото място в Пиемонт, в което са открити документални свидетелства за еврейско присъствие: през 1395 – 1396 г. на някого си Джирардо (Еярдо) е нанесена обида и виновникът е глобен.
През 1340-те год. евреите в Ивреа организират изпълнени с насилие бунтове.
През 16 век евреите живеят в квартал Боргето близо до Стария мост. През 17 век в града идват евреи от околните селища, бягащи от преследвания, и се преместват да живеят близо до централната ул. Ардуин.
През 1665 г. в Ивреа има едва 12 евреи, докато през 1774 г. те вече са 72. В навечерието на премахването на еврейското гето през 1791 г. броят им нараства до 74 души от 10 семейства.
През 1443 г. някои евреи от Ивреа търгуват с вълна, а през 1445 г. Матасий, син на Рафаил, търгува с желязо. През 1700 г. местните евреи имат фиксирана квота от вълна, която тогава е правителствен монопол. Така през втората половина на века 5 евреи търгуват с вълнени завеси: 4 от тях са членове на семейство Оливети и 5-ият е от семейство Йона.
Евреите са и доставчици на зърно: те се организират в компания, наречена „Джузепе Вита Леви“.
Банкерите са в основата на еврейската общност в града. През 1547 г. 4-та братя Да Ница получават общинска концесия, което им позволява свободна търговия, вкл. лихвен заем, след изплащане на годишна такса. През 10-те години на концесията никой друг евреин не може да се засели в града без тяхното съгласие.
Банката на Ница е предшествана от тази на Джузепе да Йена. През 1598 г. местни банкери са Анджело и Габриеле Йона, а през 1602 г. – Симоне Брисис. Няколко години по-късно в Ивреа е основана и заложна къща. Само след век и половина отново се говори за еврейски банкери – братята Марко Грациадио и Рафаел Саломон, Яков Аврам, Израел Бенедето и Емилио Елия, както и всичките деца на Давид Йосиф Оливети. Освен това евреите са и активни търговци.
Евреите от Ивреа са част от пиемонтската общност и поради това плащат данъци заедно с останалите религиозни общности в Савойското херцогство.
Въпреки малките размери на селището те имат собствена общност в града през 18 век. Синагогата е известна едва от средата на 18 век. За еврейско гробище се говори в документи още през 1479 г., но през 1738 г. то е пренесено на друго място, защото земята е закупена от Общината за градските стени.
Ивреа е сред градовете в Пиемонт, които изграждат еврейско гето. Това става през 1725 г. по нареждане на Савоя близо до днешната ул. Куатро мартири. Евреите се нуждаят от 3 къщи, а в гетото има 26 помещения, 6 магазина, мазета и дворове. Нарастването на еврейското население в града създава нужда от разширяване на гетото от 1744 г. нататък. Опитите на евреите да получат лиценз за това обаче срещат опозицията на християните.
През 1801 г. група селяни от околните села се опитват да ограбят гетото, но общинската намеса предотвратява това, и събитието се празнува от местните евреи дълги години след това. През 1848 г. се достига до равни права между двете общности и евреите в града са 151 души.
Благодарение на индустриалното развитие на града еврейската общност нараства, но с кризата в сектора тя прогресивно намалява.
Към 2020 г. липсват следи от древното еврейско гробище при Порта Аоста в Ивреа. На еврейската общност се дава поле за ново гробище на ул. „Мулини“ през 1863 г. и то се използва и до днес като отделен участък от общинското гробище. С изключение на монументален семеен параклис там има няколко индивидуални гроба под земята, с прости възпоменателни плочи, както е по обичай. Има и надгробен камък в памет на полските и съветските войници, загинали в болницата в Ивреа по време на Първата световна война.

## Синагоги в Ивреа
Действащата синагога се намира в историческия център на Ивреа, под крепостните стени, където през 1725 г. официално е създадено еврейското гето. Настоящата структура е от 19 век и е създадена чрез адаптация на вече съществуваща сграда. Тя има 2 анонимни фасади, на изток и на запад. Единственият полукръгъл прозорец към ул. „Пеана“, украсен с цветно стъкло в ярки сини и червени тонове, предполага наличие на нежилищна сграда. В сградата има две синагоги.

### Антична голяма синагога
До първата половина на 19 век в Ивреа има само не много голям ораторий с немски обред. Намесата на главния равин на Пиемонт Сабато Грациадио Тревес дава тласък за изграждането на нова синагога в контекста на дълбока реорганизация на общността, започнала през 1822 г. Тя е открита през 1875 г., но се оказа огромна в сравнение с реалните нужди на общността и рядко се използва.
Тя е с правоъгълен план, с висок полуцилиндричен свод, по стените ѝ има колони и пиластри; йонийският стил проличава в базите, капителите и в антаблеманите. Декорацията с кесони, със спирали от акант и имитацията на мрамор напомнят на онези, използвани в други обществени и религиозни сгради в района на Канавезе, но съществено е многообразието на организационното разпределение. На мястото на молитвата има подредени в два успоредни реда пейки, по еврейска традиция предназначени за мъжете, и отделна женска галерия, до която се стигана по широко стълбище с кована желязна балюстрада, минаваща покрай залата. На стената срещу входа има tevà, трибуна от тъмно орехово дърво, от която се четат свещените писания и се рецитират обществени молитви, и aròn, свещен шкаф, в който се съхранява свещената книга Тора, с две плъзгащи се врати от фино изсечено дърво с позлатени и изрисувани символи на еврейската религия.
Преотстъпена е на Община Ивреа през 1980 г. в замяна на реорганизацията на целия комплекс. Дейностите по консервативното ѝ възстановяване започват през 1997 г. и продължават до октомври 1999 г.

### Малка синагога
Малката синагога е създадена като храм за зимния период, все още на разположение на еврейската общност, която я използва главно като място за срещи. Обновяването на сградата и възстановяването на малката синагога са извършени в началото на 1980-те год.
Синагогата, открита на 24 септември 1875 г., е осъществена по проект от юни 1874 г. на общинския експерт от художествения кабинет на Ивреа Иняцио Джирели (Ignazio Girelli).
Интериорът със своя стил и декорация е дълбоко свързан с неокласическата архитектура. В малката синагога се намира внушителен aròn от резбовано дърво от 19 век, в черно с позлатени декорации след смъртта на Карл Алберт.